# 袁河街道
袁河街道是中国江西省新余市渝水区下辖的一个街道。
街道办事处位于新余市中心西侧，是通往仙女湖区、分宜县及处界的重要交通枢纽，现辖王坑、夏家、望城、送桥、郑家5个管理处，52个村小组及社区居委会1个。